# QWERTY

Thứ tự các phím trên bàn phím QWERTY dùng bởi Windows ở Mỹ

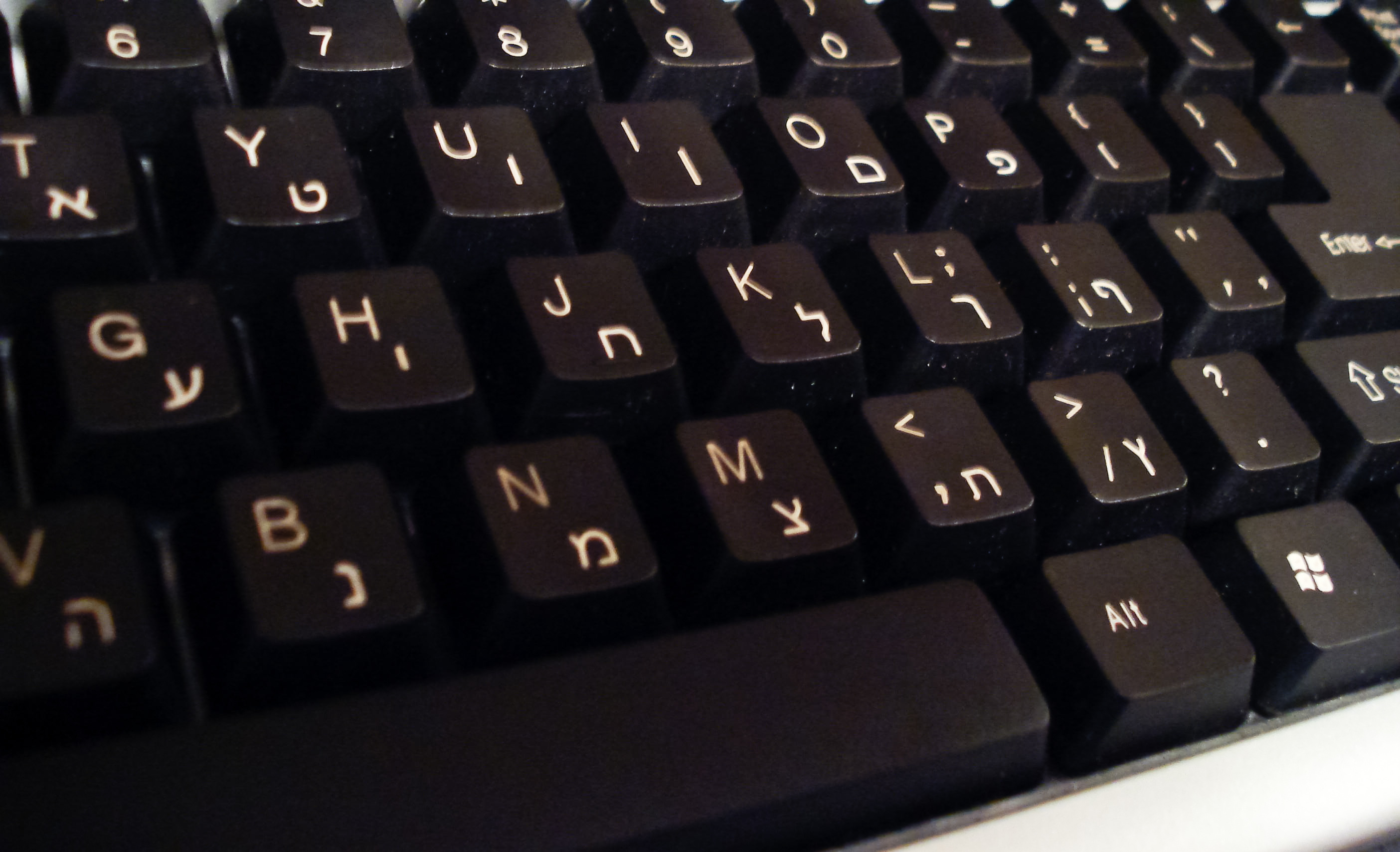
Một bàn phím Hebrew chuẩn có cả chữ Hebrew và kiểu QWERTY

QWERTY /ˈkwɜːrti/ là kiểu bố cục bàn phím phổ biến nhất trên các bàn phím máy tính và máy đánh chữ tiếng Anh. Tên của bàn phím này xuất phát từ sáu ký tự đầu tiên nhìn thấy trên hàng phím chữ đầu tiên của bàn phím. Kiểu thiết kế bàn phím QWERTY được công nhận sáng chế cho Christopher Latham Sholes vào năm 1867 và sau đó bán lại cho Remington vào năm 1873, khi nó lần đầu tiên xuất hiện ở máy đánh chữ.

## Lịch sử và mục đích

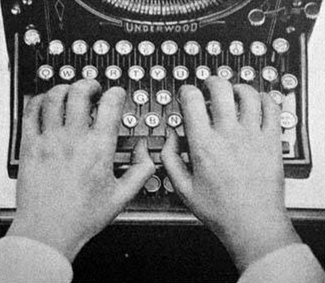
Máy đánh chữ với bàn phím QWERTY

Bàn phím QWERTY được nhà phát minh ra máy đánh chữ hiện đại đầu tiên, Christopher Sholes, một nhà biên tập báo sống ở Milwaukee nghĩ ra vào thập niên 1860. Ban đầu, các ký tự trên máy đánh chữ ông sáng chế ra được xếp theo thứ tự bảng chữ cái, đặt trên ở phía cuối của thanh kim loại để đập vào giấy khi phím đó được nhấn. Tuy nhiên, khi người gõ máy chữ đã học cách đánh nhanh thì những thanh nối với các ký tự nằm gần nhau trên bàn phím trở nên vướng vào nhau, buộc người gõ phải dùng tay gỡ các thanh gõ ra, và thường xuyên để lại dấu trên văn bản. Một nhà kinh doanh làm chung với Sholes, James Densmore, đã đề nghị tách rời các phím ký tự thường dùng ra để tăng tốc độ đánh máy bằng cách sáng chế ra những cặp thanh gõ thường dùng khỏi đập vào trục cùng lúc và dính lại với nhau.
Hiệu quả của sự việc sắp xếp lại ký tự lên tốc độ gõ như thế nào vẫn còn là vấn đề tranh cãi. Một vài nguồn xác nhận một cách sai lầm rằng bàn phím QWERTY được thiết kế ra để làm chậm tốc độ gõ lại để tránh kẹt. Những nguồn khác khẳng định rằng việc sắp xếp lại như vậy có hiệu quả khi tách rời những chuỗi ký tự thông thường trong tiếng Anh. Nói cho ra vẻ, thì những búa gõ có vẻ được sử dụng liên tiếp một các nhanh thì có vẻ ít khi đụng chạm vào nhau.
Hàng thứ hai của bàn phím QWERTY (ASDFGHJKL) được cho là tàn dư của cách trình bày bảng chữ cái cũ mà QWERTY thay thế. QWERTY cũng nỗ lực để thay thế các phím giữa bàn tay, cho phép một tay đi vào vị trí trong khi tay kia đang gõ chữ. Điều này làm tăng tốc cả kỹ thuật tìm và mổ bằng cả hai tay và cả kiểu gõ năm ngón sau này, tuy nhiên những từ viết bằng một bên tay như stewardesses, lollipop và monopoly cho thấy điểm yếu của sự thay thế này.
Một hậu quả không may mắn của kiểu bàn phím này, đối với người thuận tay phải, đó là có nhiều từ được gõ từ bên phía tay trái hơn. Thực ra, hàng ngàn từ tiếng Anh có thể đánh vần chỉ sử dụng phía bên tay trái, trong khi chỉ có vài trăm từ có thể gõ chỉ bằng tay phải. Điều này rất tiện lợi cho người thuận tay trái. Nó cũng tiện lợi cho những máy tính mà tay phải thường dùng để di chuột trong khi tay trái chủ yếu để gõ bàn phím.
Bức email đầu tiên được gửi qua mạng là vào năm 1971 bởi Ray Tomlinson đến một máy tính khác ở cùng văn phòng. Bức thư có nội dung là QWERTYUIOP - hàng đầu tiên của bàn phím.

## QWERTY và dấu trọng âm
QWERTY được thiết kế dành cho tiếng Anh, một ngôn ngữ không có dấu trọng âm. Ngày càng nhiều người ở các nước khác nhau phải làm việc với những máy tính được bán với bàn phím QWERTY, và do đó gặp phải vấn đề khi gõ trọng âm. Đến gần đây, vẫn chưa có tiêu chuẩn nào được định nghĩa cho bàn phím kiểu QWERTY cho phép gõ những ký tự trọng âm, ngoài bàn phím Mỹ quốc-Quốc tế.
Tuy nhiên, tùy vào hệ điều hành mà có những cách khác nhau để gõ ký tự La tinh với các trọng âm.
Bàn phím Mỹ quốc - Quốc tế là bàn phím Mỹ quốc được sửa đổi một ít để cho phép dễ gõ các ký tự La tinh có trọng âm hoặc nó chung là các ký tự có dấu trọng âm. Các ký tự ' (nháy đơn), " (nháy kép), ` (dấu nháy ngược), ^ (dấu mũ) có những hành vi khác nhau so với QWERTY thông thường vì chúng là những phím chết. Người mới dùng sẽ ngạc nhiên khi muốn một trong những ký tự này vì chẳng có gì hiện lên trên màn hình. Thực ra, để gõ ký tự phẩy, người dùng phải gõ ký tự phẩy đầu tiên sau đó là space bar. Lợi điểm của kiểu bàn phím này là, do sự chuẩn hóa, nó được dùng trên nhiều hệ thống máy tính khác nhau, và người dùng chỉ phải bảo với hệ điều hành là họ muốn dùng nó. Không phải cài đặt gì thêm.
Trong khi bản phím Mỹ quốc-Quốc tế cho phép gõ các ký tự có dấu, không phải tất cả các ký tự ASCII đều cần phải có (như, các ký tự ª¯±·¸º), và nhiều ký tự khác chỉ dùng trong trường hợp cực kỳ phức tạp. Ví dụ như, rất khó để tìm ra cách gõ đơn giản để có được ký tự yen (¥) hoặc ø. Một bất tiện khác của kiểu bàn phím này là ngay cả khi nó được cho là quốc tế, sự giới hạn của nó cho bảng ký tự ASCII 8 bit (không phải UNICODE) khiến cho nó không thể gõ đúng trong một số ngôn ngữ như tiếng România, hay tiếng Thổ Nhĩ Kỳ, trong đó có sử dụng các ký tự ş, ţ, ă, v.v. Hệ thống ASCII cũng không có các ký hiệu toán học như ∀, ∃, ⇒, chữ Hy Lạp hoặc chữ Cyril.

### Microsoft Windows: phím ALT
Trong hệ điều hành Microsoft Windows, tất cả các ký tự đều có thể gõ thông qua phím ALT + <nhóm số>. Do đó, ta có:
- à = ALT + 133
- é = ALT + 130
- í = ALT + 161
- ó = ALT + 162
- á = ALT + 160
- ú = ALT + 163
- ü = ALT + 129
- ¡ = ALT + 173
- ¿ = ALT + 168
- ñ = ALT + 164
- Ñ = ALT + 165
- Á = ALT + 0193
- É = ALT + 0201
- Í = ALT + 0205
- Ó = ALT + 0211
- Ú = ALT + 0218
- Ü = ALT + 0220
- © = ALT + 0169
- ® = ALT + 0174
- ™ = ALT + 0153

v.v...
Xem mã Alt để có thêm thông tin.
Hệ thống này là chuẩn trên Windows, nhưng không phải ở hệ thống Linux và Unix. Tuy nhiên người dùng cần phải nhớ các mã ký tự, sử dụng bản đồ ký tự, hoặc có một bảng các mã để bên cạnh. Hơn nữa, một sự phối hợp bốn phím tốn khá nhiều thời gian, đặc biệt khi cần phải gõ thường xuyên các ký tự này.

### Microsoft Word
Người thiết kế Microsoft Word đã giúp cho người dùng dễ sử dụng các ký tự có dấu hơn. Thực vậy, tất cả các ký tự có dấu đều có thể sử dụng phím CTRL + <dấu> sau đó <ký tự>, ví dụ:
- é = CTRL + ' rồi e
- à = CTRL + ` rồi a
- ç = CTRL +, rồi c

Như vậy đáng ra cũng phải là:
- ş = CTRL +, rồi s
- ţ = CTRL +, rồi t

nhưng nó lại không được hiện thực. Nhiều người hy vọng rằng Microsoft sẽ giải quyết sự thiếu hụt này trong các phiên bản tương lai. Hơn nữa, không hiểu vì lý do gì mà Microsoft không tích hợp kiểu bàn phím này vào Windows - người dùng chỉ có thể dùng chức năng này với Word, thậm chí không có trong các chương trình Microsoft Office khác.

### Tạo ra phím
Những hệ thống với X11 thường có, ít nhất là tùy chọn, một phím tạo mà khi nhấn cùng với hai (hoặc nhiều hơn) lần nhấn phím thành một ký tự duy nhất. Những phím này được nhấn theo thứ tự; phím tự tạo không được nhấn. Ví dụ, chuỗi Compose, a, ' (nháy đơn) tạo thành á; Compose, t, h tạo thành þ; Compose, e, - (gạch ngang) có thể tạo ra ký tự Unicode ē. Chuỗi chính xác thì tùy thuộc vào cấu hình hệ thống.

## Các biến thể quốc tế
Có những thay đổi nhỏ trong việc sắp xếp để thích hợp với các ngôn ngữ khác nhau.

### Tiếng Việt
Bàn phím tiếng Việt

### Bỉ và Pháp

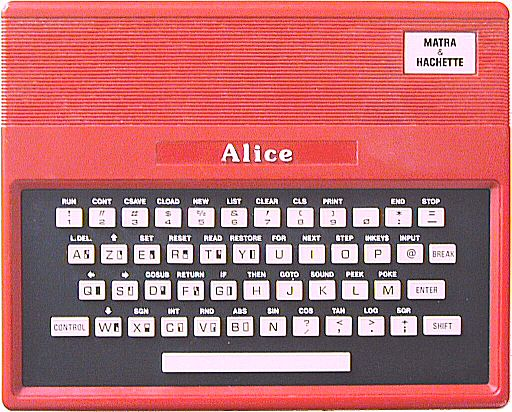
Chiếc Matra Alice, máy chữ Pháp dùng bàn phím AZERTY

Bàn phím của tiếng Pháp Bỉ và tiếng Pháp đổi chỗ Q với A và W với Z và di chuyển M về phía phải của L; chúng được gọi là bàn phím AZERTY. Tuy nhiên, người Canada nói tiếng Pháp vẫn dùng bàn phím QWERTY.

### Cộng hòa Séc
Bàn phím tiếng Séc đổi chỗ Z và Y giống như bàn phím tiếng Đức, nhưng còn dùng một "kroužek" u (ů) vào phía bên phải L và (ú) kế bên P. Hàng thường dùng cho số trong các kiểu bàn phím khác được dùng để tạo ra dấu trọng âm ě, š, č, ř, ž, ý, á, í, é. Phím shift được dùng để tạo ra số trong hệ thống này. Các chữ có dấu viết hoa được gõ trong các trình soạn thảo văn bản bằng cách giữ phím shift, nhấn dấu bằng và sau đó là ký tự cần gõ. Do đó shift + =, shift + Z cho ra Ž. Chú ý rằng những dấu và ký hiệu khác cũng khác với bản tiếng Anh. Cũng có những biến thể khác hơn hay giống hơn với kiểu QWERTY của Mỹ; một trong số đó đặt Y và Z ở vị trí gốc của nó, Séc - QWERTY.

### Tiếng Đan Mạch và tiếng Na Uy
Kiểu bàn phím của tiếng Đan Mạch và tiếng Na Uy chỉ đổi Æ và Ø, trong khi tiếng Thụy Điển và tiếng Phần Lan có phím Ä và Ö tương ứng.

### Tiếng Faroe
Bàn phím của tiếng Faroe thêm Æ và Ø kế bên L, và Å và Đ kế bên P. Dấu ngã, dấu biến âm và dấu mũ gõ bằng cách nhấn Alt Gr + lần lượt Đ, Å và Ø.

### Tiếng Đức
Bàn phím tiếng Đức thêm dấu biến âm Ü vào bên phải P, với Ö và Ä ở bên phải L và đổi chỗ Z với Y vì Z là ký tự phổ biến hơn Y trong tiếng Đức, cái sau hiếm khi xuất hiện trừ khi trong các từ mượn và bởi vì T và Z thường xuất hiện kế bên nhau trong tiếng Đức; do đó, chúng được gọi là bàn phím QWERTZ.

### Tiếng Hungary
Bàn phím tiếng Hungary sử dụng cùng kiểu như vậy, trong đó hàng giữa dài hơn bình thường; gồm có các phím ASDFGHJKLÉÁŰ, mặc dù ký tự Ű đôi khi nằm ở cuối hàng số.

### Tiếng Iceland
Tiếng Iceland thêm Đ vào phía bên phải của P, Æ vào bên phải của L, Ö vào bên phải của 0 trong hàng đầu tiên và Þ vào phía bên phải ngoài cùng của hàng cuối.

### Tiếng Ý
Bàn phím máy đánh chữ của tiếng Ý, nhưng không phải đa số bàn phím máy tính, sử dụng kiểu QZERTY trong đó Z đổi chỗ cho W và M nằm ở bên phải chữ "L". Máy tính sử dụng bàn phím QWERTY với chữ è nằm bên phải P và ò bên phải L. Dấu chấm phẩy (;) có thể nhấn dùng shift + phẩy (,).

### Tiếng Litva
Bàn phím tiếng Litva sử dụng kiểu ĄŽERTY, trong đó Ą nằm ở Q phía trên A, Ž nằm ở W phía trên S, với Q và W nằm ở phía xa bên tay phải hoặc bằng cách sử dụng phím Alt Gr. Tùy vào phần mềm sử dụng, ký hiệu Litva có thể được đặt ở vị trí các số: 1 là Ą, 2 là Č, 3 là Ę, 4 là Ė, 5 là Į, 6 là Š, 7 là Ų, 8 là Ū và = là Ž.

### Tiếng Na Uy
Bàn phím tiếng Na Uy chèn Å vào bên phải P, Ø vào bên phải L và Æ vào bên phải Ø, do đó không thay đổi thứ tự xuất hiện của phần còn lại bàn phím.

### Tiếng Bồ Đào Nha
Bàn phím tiếng Bồ Đào Nha vẫn giữ kiểu QWERTY nhưng thêm một số phím: chữ C với dấu móc dưới (Ç) sau L. Ở chỗ này, phiên bản tiếng Tây Ban Nha có chữ N với dấu ngã (Ñ), chữ Ç, không được dùng nhiều trong tiếng Tây Ban Nha, nhưng vẫn là một phần của tiếng họ hàng tiếng Pháp, tiếng Bồ Đào Nha và tiếng Catalan, đặc ở phía ngoài cùng bên phải của hàng thứ hai, ngoài phím chế dấu phụ và những phím như dấu hỏi (?), dấu hỏi ngược (¿) và dấu chấm than ngược (¡).

### Tiếng Romania
Bàn phím tiếng România có kiểu QWERTZ, đổi Y với Z. ă và î được thêm vào bên phải chữ P, trong khi ş và ţ được thêm vào bên phải chữ L. â thay thế có ký tự sổ ngược. Cũng có một số thay đổi ở các phím số ở trên, những con số thì như cũ, nhưng một số ký hiểu bị đổi chỗ. Thay đổi đáng chú ý nhất là dấu gạch nối bị đổi với dấu sổ (/).

### Tiếng Thổ Nhĩ Kỳ
Bàn phím tiếng Thổ Nhĩ Kỳ thêm Ğ và Ü vào bên phải P, Ş và İ vào bên phải L, Ö và Ç vào bên phải M. Dấu mũ có thể thêm bằng cách gõ shift + 3 trước chữ thêm dấu vào. Không có máy đánh chữ nào của Thổ Nhĩ Kỳ là kiểu QWERTY chủ yếu vì nó ít phổ thông đối với người Thổ và kiểu trình bày F của thổ là chuẩn bắt buộc trong các máy đánh chữ của Thổ Nhĩ Kỳ.

## Các thay thế khác cho QWERTY
Vì những bàn phím hiện đại không phải chịu những vấn đề như các bàn phím cơ cũ, nên sự tách biệt của bàn phím QWERTY với các phím thường dùng không còn quá quan trọng. Vài kiểu bàn phím thay thế, như Bàn phím Dvorak đơn giản hóa (thiết kế bởi TS. August Dvorak và William Dealey và cấp bằng sáng chế vào năm 1936), bàn phím Colemak (do Shai Colemak thiết kế năm 2006) hay Bepo đã được thiết kế để tăng tốc độ và sự thoải mái của người gõ, phần lớn bằng cách chuyển các ký tự thường dùng nhất vào hàng giữa để giảm quãng đường di chuyển của ngón tay. Sự hiệu quả của các loại sắp xếp bàn phím này vẫn đang tranh cãi. Một số nghiên cứu đã chứng minh rằng Dvorak/Colemak hiệu quả hơn khi gõ phím, nhưng Dvorak và những người gõ bàn phím khác (Colemak) thường cho rằng sự thoải mái là ưu điểm lớn nhất. Nhà phát minh ra QWERTY, Christopher Sholes, đã sáng chế một kiểu bàn phím tương tự như Dvorak, nhưng nó chưa bao giờ phổ biến.

### Dvorak
Một số nhà nghiên cứu, như nhà kinh tế học Stan Liebowitz của trường Đại học Texas ở Dallas, Texas và Stephen E. Margolis của Đại học Tiểu bang Bắc Carolina, cho rằng QWERTY thực sự ít hiệu quả hơn những kiểu bàn phím khác, tuy nhiên, những nghiên cứu của họ còn đang bị tranh cãi. Kỷ lục thế giới về tốc độ gõ đã được thực hiện trên bàn phím Dvorak. Những đối thủ chỉ ra rằng August Dvorak đã dùng chính các nghiên cứu của ông để chứng tỏ độ hiệu quả của bàn phím Dvorak. Những người biện hộ cho QWERTY khác cũng cho rằng đối với một người gõ QWERTY chuyển sang Dvorak hay các kiểu bàn phím khác thì cần có nhiều nỗ lực để họ học lại kiểu gõ mười ngón.

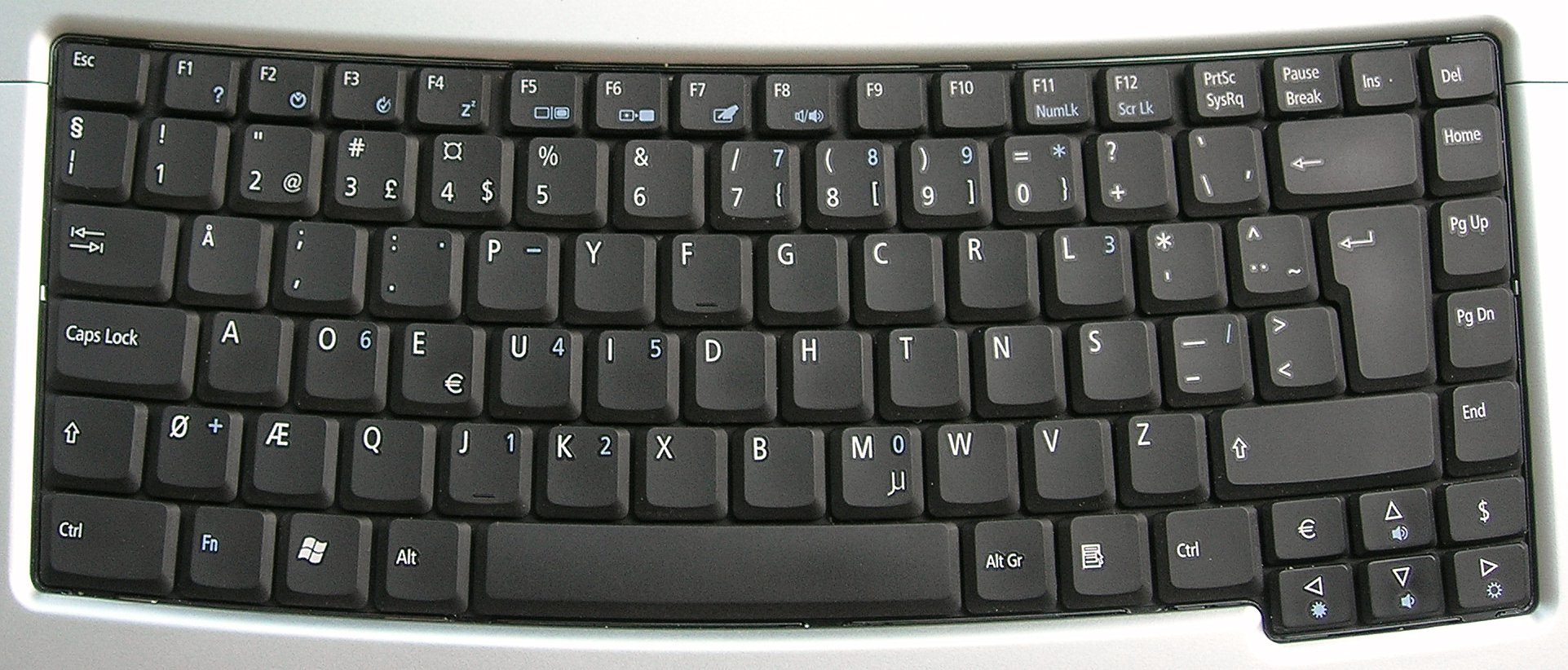
Một bàn phím Dvorak của Na Uy

Khi dùng Dvorak, người dùng máy tính cũng phải bỏ đi thói quen nhấn phím tắt, như: Ctrl + C để chép, Ctrl + X để cắt, Ctrl + V để dán, trên Microsoft Windows). Tuy nhiên, một số chương trình và hệ điều hành cho phép sử dụng kiểu bàn phím thay thế kết hợp với các phím tắt QWERTY; ví dụ như Mac OS X của Apple cho ra bàn phím "Dvorak-Qwerty" tạm thời chuyển thành Qwerty trong khi phím Command được giữ.
Những người phản đối kiểu bàn phím thay thế thường chỉ ra tính phổ biến của QWERTY như là một yếu tố quyết định, vì chi phí để làm quen với việc sử dụng bàn phím được cho là không hiệu quả thì ít hơn là tập lại cho người gõ. Nó không phải bất thường để tìm ta một người gõ Dvorak cũng gõ tốt trên bàn phím QWERTY, vì QWERTY xâm chiếm thị trường bàn phím. Áp lực giữa sự hiệu quả của Dvorak với tính phổ biến của QWERTY cho thấy vấn đề về chi phí chuyển đổi, cho rằng có liên quan đến sự bất thuận tiện của QWERTY.

### Colemak

Kiểu sắp xếp bàn phím Colemak giữ 10 phím chung (ZXCVQQWAHBM) với Qwerty, giúp cho việc chuyển đổi dễ dàng hơn.

Kiểu sắp xếp Colemak được ra đời năm 2006, do Shai Coleman thiết kế. Khác với Dvorak, kiểu sắp xếp này giữ nguyên các phím ZXCVQWAHBM, thuận tiện cho những người dùng đã quen cắt dán nội dung trên hệ điều hành Windows.
Colemak chia sẻ chung mẫu thiết kế với bàn phím Dvorak, trong đó có sự giảm thiểu tối đa quãng đường di chuyển của ngón tay và sự tận dụng tối đa các phím trên hàng giữa của bàn phím. Colemak dùng hàng giữa 74% thời gian, trong khi Dvorak dùng 70% và Qwerty dùng 33%.
Colemak thiên về tay phải 6% (tay phải gõ nhiều hơn tay trái 6%), trong khi Dvorak thiên về tay phải 14% còn Qwerty thiên về tay trái 15%.